# Мошков, Максим Евгеньевич
Макси́м Евге́ньевич Мошко́в (род. 13 октября 1966, Москва) — российский программист, системный администратор, веб-разработчик, деятель Рунета, специалист по высоконагруженным онлайн-ресурсам и системам виртуализации. Известен как основатель «Библиотеки Максима Мошкова» (lib.ru).

## Биография
Родился 13 октября 1966 года в Москве. Отец — научный сотрудник, мать — учительница.
В 1983 году окончил среднюю школу № 57, после чего поступил на механико-математический факультет МГУ (кафедра ТФФА), который окончил в 1988 году. В 1988—1990 годы обучался в аспирантуре.
С 1991 по 2013 год являлся сотрудником НИИ системных исследований РАН, где был администратором институтской сети, ведущим учебных курсов по Unix, TCP/IP, OpenMail.
В 1993 году работал в Российском фонде фундаментальных исследований.
С ноября 1994 года поддерживает «Библиотеку Максима Мошкова».
Был программистом нескольких медийных интернет-проектов: Газета.ру (январь — август 1999), Лента.ру (сентябрь 1999 — после 2004), Вести.ру (октябрь 1999 — октябрь 2000), AllNews.Ru (ноябрь 1999 — ноябрь 2000), today.lenta.ru (май 2001 — май 2001), itogi.lenta.ru (апрель-ноябрь 2001), «Еженедельный журнал» (ноябрь 2001 — октябрь 2002), МедНовости.ру (декабрь 2001—2006), «Путь и Водитель» (autotravel.ru; январь — октябрь 2002), «Рандеву в ВАГРИУСЕ» (март 2002 — октябрь 2005), «Деловая Хроника» (Chronicle.ru; февраль 2002 — октябрь 2002), vybory.lenta.ru (август 2003 — ноябрь 2003), «Выборы мэра Москвы» (v2003.msk.ru; сентябрь-ноябрь 2003), e-Camera.ru (декабрь 2003—2005).
Многократный лауреат интернет-премии РОТОР.
В 2016 году в связи с 22-летием основанного им проекта признался: «К библиотеке подхожу несколько раз в год. Она не заброшена, но живёт сама по себе — движок работает, книги доступны. Lib.ru — памятник эпохи, напоминает мне московский особнячок с собственным садиком и колодцем, уцелевший до наших дней».

### Позиция
Считает, что «авторское право больше вредит культуре, чем помогает ей, но помогает писателям и околоиздательским структурам».

## Иск против «Библиотеки Мошкова»
1 апреля 2004 года компания «КМ онлайн», владелец платной сетевой библиотеки vip.km.ru, подала против библиотеки Максима Мошкова иск о нарушении авторских прав от имени Эдуарда Геворкяна. Истцы были намерены взыскать с ответчика 1,5 миллиона рублей.
Суд, состоявшийся 30 марта 2005 года, не признал вины ответчика по главному пункту обвинения и постановил только взыскать в пользу Геворкяна 3000 рублей за моральный ущерб.

## Попадание в Федеральный список экстремистских материалов
Адрес созданного Мошковым журнала «Самиздат» (zhurnal.lib.ru) оказался включён в Федеральный список экстремистских материалов под номером 381 по решению Череповецкого городского суда Вологодской области от 13 апреля 2009 года с формулировкой «…Материалы, размещенные на сайтах www.barbos111.narod.ru и www.zhurnal.lib.ru».

## Награды
- Медаль ордена «За заслуги перед Отечеством» II степени (26 августа 2020 года) — за заслуги в становлении и развитии российского сегмента информационно-телекоммуникационной сети «Интернет»[7].